# This Too Shall Pass
This Too Shall Pass ist ein Song der US-amerikanischen Rockband OK Go. Das Lied wurde als zweite Single auf ihrem dritten Studioalbum Of the Blue Colour of the Sky am 17. Januar 2010 veröffentlicht.
Zu dem Stück wurden (ungewöhnlicherweise) zwei Musikvideos produziert, die beide auf YouTube prämierten. Das erste Musikvideo entstand in Zusammenarbeit mit der Marching Band der University of Notre Dame, das zweite handelt von einer gigantischen Rube-Goldberg-Maschine, die zeitsynchron zum Lied abläuft. Die Popularität des zweiten Videos, vergleichbar mit der des Videos zu Here It Goes Again, steigerte nachhaltig die Bekanntheit der Band und die Single-Verkäufe, hatte jedoch wenig Auswirkung auf den Album-Absatz von Colour in the Sky. Aufgrund von Differenzen mit dem Major-Label EMI beim Marketing und Vertrieb der beiden Videos gründete OK Go ein Independent-Label.

## Komposition
This Too Shall Pass wurde von Damian Kulash und Timothy Nordwind getextet, komponiert und produziert. Der Rocksong ist in der Tonart C-Dur verfasst und im Viervierteltakt gehalten. Er hat ein durchschnittliches Tempo von 80 Beats per minute bei einer Spieldauer von 3:08 min. Der Gesang von Damian Kulash hat einen Tonumfang von A3 bis C6.
Das Lied greift viele Themen des Albums Of the Blue Colour of the Sky auf, das nach Aussage von Damian Kulash von der „Suche nach Hoffnung in hoffnungslosen Zeiten“ handelt. Der Liedtitel This Too Shall Pass ist eine englische Redewendung, die in etwa „Das geht auch wieder vorüber“ bedeutet. This Too Shall Pass sowie einige weitere Songs des Albums entstanden unter dem Eindruck der „schwindenden Dienstzeit von George W. Bushs Präsidentschaft und der beginnenden Weltwirtschaftskrise ab 2007“.
Das Billboard-Magazin bezeichnete das Lied als eine „Psycho-Pop Hymne“, vergleichbar mit Kids von der Indietronic-Band MGMT, was darauf zurückzuführen sei, dass der Album-Produzent Dave Fridmann zuvor bereits mit MGMT und der Progressive-Rock-Band The Flaming Lips zusammen gearbeitet hatte und daraus einige musikalische Einflüsse einbrachte.

## Erstes Musikvideo: Marching Band
Das erste Musikvideo wurde am 12. Januar 2010 auf YouTube veröffentlicht, zeitgleich mit dem Album und der Single-Veröffentlichung. Regisseur Brian L. Perkins drehte das Musikvideo im Oktober 2009 in South Bend, Indiana. Das Musikvideo nutzt nicht die originale Albumversion des Lieds, sondern eine Live-Aufnahme, die während der Dreharbeiten aufgezeichnet wurden. Tim Nordwind von OK Go bemerkte, dass das Lied gut für eine große Orchestrierung geeignet sei.
Zu Beginn des Musikvideos stehen die vier Bandmitglieder von OK Go auf einem Feld, gekleidet in den violetten Uniformen einer Marching Band, die ursprünglich von der Rochelle Township High School aus Rochelle, Illinois stammen. Sie beginnen über die Wiese zu marschieren, und während das Lied voranschreitet, wird OK Go von Mitgliedern der Marching Band der University of Notre Dame ergänzt, von denen 15 in Ghillie-Anzügen getarnt sind. Im letzten Refrain stoßen noch 20 Kinder hinzu, die sich aus zwei Kinderchören der lokalen South Bend Vorschulen zusammensetzen. Wie auch viele andere Musikvideos von OK Go wurde das Marching-Band-Video in einem einzigen One-Shot gedreht.
Das Marching-Band-Video überbrückte letztendlich den Zeitraum zwischen der Veröffentlichung des Albums (17. Januar) und des Rube-Goldberg-Videos (2. März). Obwohl das Rube-Goldberg-Video zuerst geplant war, fand die Band im Oktober 2009 Zeit, um mit der Notre-Band die Aufnahmen auszuarbeiten. Während dieser Zeit realisierte die Band, dass das Rube-Goldberg-Video erst weit nach der Albumveröffentlichung fertig werde, so dass das Label zur umgehenden Umsetzung des Marching-Band-Videos drängte.

## Zweites Musikvideo: Rube Goldberg Maschine
Das zweite Musikvideo zu This Too Shall Pass entstand unter der Regie von James Frost. Wie bereits das Video zu Here It Goes Again war auch das Video zu This Too Shall Pass als vierminütiges One-Cut-Video konzipiert, bei der synchron zum Lied eine sehr große Rube-Goldberg-Maschine läuft. Diese komplexe Serie von Kettenreaktionen simpler mechanischer Tätigkeiten bestand aus über 700 Gegenständen und war in einem zweigeschossigen Lagerhaus untergebracht.
Während das Lied und die Maschine laufen, bewegen sich die Bandmitglieder singend neben der kinematischen Nonsense-Maschine und werden als deren letzte Funktion von Paintballmarkierern abgeschossen. Teile der Maschine laufen synchron zur Musik: In einer Szene schlagen Löffel gegen Wassergläser und spielen die Melodie des Lieds wie auf einer Glasharfe. In einer anderen Szene läuft das Musikvideo von Here It Goes Again auf einem Röhrenfernseher, bis ein Vorschlaghammer dessen Kathodenstrahlröhre zerstört. Ein 1993er Ford Escort LX Rennsportwagen mit dem Logo von Make:, der beim „24-Stunden-Rennen von Le Mans“ eingesetzt wurde, wird im Video neben einer miniaturisierten Lego Version gezeigt. Hinter dem Lego-Auto stehen kleine Lego-Figuren als Reminiszenz an das Musikvideo mit der Marching Band.

### Entstehung
Die Inspiration zu dem Musikvideo kam von der Band, deren lang gehegter Wunsch nach „einer gigantischen Maschine, zu der wir tanzen können“, endlich realisiert werden sollte. Die Band hatte mehrere Videos von Rube-Goldberg-Maschinen auf YouTube gesehen, darunter auch welche aus der japanischen Kindersendung PythagoraSwitch.
Obwohl die Maschine anfangs für alle Lieder des Albums Of the Colour in Betracht kam, wurde letztendlich This Too Shall Pass ausgewählt, um das Endergebnis „majestätisch und episch“ zu machen, auch wenn es dann mit dem zuvor veröffentlichten Marching-Band-Version zwei Musikvideos gäbe.
Über Anfragen in wissenschaftsbezogenen Online-Foren suchte OK Go nach Unterstützung, woraufhin sie mit Syyn Labs in Kontakt kam, einem Kunst- und Technologie-Kollektiv aus Los Angeles. Zwischen 55 und 60 Mitarbeiter von Syyn Labs, dem California Institute of Technology (darunter einige, die am Jet Propulsion Laboratory der NASA arbeiteten und am Mars Exploration Rover Programm mitwirkten, weshalb ein Rover Modell kurz im Video zu sehen ist) und dem MIT Media Lab halfen, die Maschine zu entwickeln und konstruieren. Damian Kulash Senior, der Vater des Bandmitglieds Damian Kulash, war ebenfalls an der Konstruktion der Maschine beteiligt.
Das Team hatte ein beschränktes Budget und nutzte wiederverwendeten Schrott für etliche Requisiten in dem Apparat. Die Gesamtkosten nach den Dreharbeiten beliefen sich auf ungefähr 90.000 US-Dollar. OK Go definierte zu Beginn fünf Anforderungen an die Rube-Goldberg-Maschine:
- Keine Verwendung von „Magie“ wie automatisierte Geräte, Computer und Elektromotoren – und Beschränkung auf rein mechanische Gerätschaften.[10]
- Die Maschine startet die Musik, soll im Einklang mit dem Lied laufen und gleichzeitig mit dem Lied enden.
- Die Band sollte in die Maschine integriert sein.
- Die Maschine sollte Teile des Lieds spielen, mit dem Rhythmus synchronisiert sein und einige Beats spielen.
- Das Video sollte als One-Shot konzipiert werden.

Die Maschine setzte sich aus insgesamt 89 Sektionen zusammen. Von der Konzeption bis zur Fertigstellung des Musikvideos lagen sechs Monate, davon zwei Monate für die Planung und vier für die Umsetzung und die Dreharbeiten. Das Lagerhaus, in dem die Dreharbeiten stattfanden, liegt am Glendale Boulevard im Stadtteil Echo Park von Los Angeles und wurde von Syyn Labs im November 2009 angemietet, danach gereinigt, gestrichen und elektrifiziert. Die finalen Bauarbeiten in dem Lagerhaus dauerten eineinhalb Monate während Januar und Februar 2010. Die Bandmitglieder, die zuvor vier Monate auf Tournee waren, beteiligten sich in den letzten zwei Wochen bei den Bauarbeiten und brachten noch etliche Änderungen ein.
Nach der Fertigstellung der Maschine fanden am 11. und 12. Februar 2010 die Dreharbeiten statt. Gedreht wurde mit einer einzigen Steadicam Glidecam X-45 und einem HD-Camcorder vom Typ Sony PMW-EX3. Die Maschine wurde vom Bassisten Tim Nordwind außerhalb des Lagerhauses aktiviert und startete mit umfallenden Dominosteinen, die über mehrere Mechanismen einen iPod aktivieren, der das Lied abspielt und dessen Lautsprecher wiederum Metallkugeln zum Rollen bringt. Die meisten Elemente der Maschine nutzten Schwerkraft sowie Zentripetalkraft, Hebelkraft, Federkraft, Trägheitsmomente oder Wechselwirkungskräfte. 85 Einstellungen waren insgesamt erforderlich, davon rund 60, bevor die Maschine erstmals einwandfrei funktionierte. Am ersten Tag wurden 47 Einstellungen gedreht, bei der die Maschine kein einziges Mal vollständig funktionierte, so dass ein weiterer Drehtag erforderlich wurde. Viele Einstellungen endeten bereits 30 Sekunden nach Aktivierung der Maschine, zu Beginn des Refrains, wo ein Autoreifen nicht ordnungsgemäß in die nächste Sektion der Maschine rollte. Insgesamt funktionierte die Maschine drei Mal fehlerfrei, jedoch blieb dabei einmal der Röhrenfernseher unversehrt.
Syyn Labs beschäftigte für die Dreharbeiten zusätzlich 30 Mitarbeiter, um die Maschine nach einem Fehlschlag wieder zurück zu setzen, was abhängig vom Fortschritt bis zu einer Stunde dauern konnte. Es kam bei den Dreharbeiten zu keinen nennenswerten Verletzungen: Tim Nordwind wurde einmal am Ende heftig von Farbe getroffen, während Kameramann Mic Waugh mit der Steadicam am Ende des Maschinenmechanismus beinahe von einem Holzbalken und einem blauen Ölfass getroffen wurde in der Einstellungen, die letztendlich für das Video verwendet wurde.
Viele Elemente der Maschine musste genau mit dem Timing des Lieds synchronisiert werden. Die Band teilte das Lied in Sektionen, die von der Maschine in definierten Abschnitten getriggert wurden, um kleine Zeitabweichungen bis zu einer halben Sekunde zu kompensieren und Lippensynchron zu bleiben, wie der Chefdesigner Brett Doar erklärte. Kleine Objekte wie Dominos erwiesen sich als besonders heikel, da ihr Verhalten weit weniger vorhersagbar war als das von großen, schweren und sperrigen Objekten, wie sie am Ende des Videos überwiegen. Nachdem die Maschine vom Ober- in das Erdgeschoss wechselte, lief sie fast immer fehlerfrei bis zum Ende durch. Des Weiteren spielten die Tageszeit und die Temperatur einen entscheidenden Einflussfaktor auf das kinetische Verhalten gerade kleinerer Apparaturen, so dass deren Timing entsprechend justiert werden musste. Kugelbahnen und andere Features mussten von Staub und Schmutz befreit werden, damit rollende Objekte nicht verzögert werden. Die Kugelbahnholzplatte zu Beginn des Videos wurde erschaffen, um Bewegungen synchron zur Musik zu haben, doch erforderte einen besonders flachen Winkel, wodurch Stahlkugeln aus den Bahnen sprangen. Nach Aussage von Kulash war der größte „Albtraum“ eine Reihe von Mausefallen, die bunte Flaggen auslösten. Diese verhielten sich äußerst empfindlich auf Erschütterungen, wie sie das herabstürzende Klavier erzeugten, so dass die Mausefallen überarbeitet und gedämmt werden mussten, um nicht vorzeitig auszulösen.
Das Timing musste bei den Bewegungen sowohl der vier Bandmitglieder als auch dem Kameramann genauestens beachtet werden. Damien Kulash gab zu, dass, obwohl die Maschine dreimal fehlerfrei funktionierte, keine Aufnahme perfekt war, da entweder der Kameramann oder eines der Bandmitglieder hinter den Aktionen der Maschine zurückblieben.
Während also das Video dreimal in einem einzigen durchgehenden One-Shot gedreht werden konnte, war geplant, die Geschwindigkeit der Filmspur in der Postproduktion mit dem Musikstück nachträglich zu synchronisieren. Mindestens zwei Filmschnitte sind in dem Musikvideo erkennbar: Einer beim Durchfahren der Kamera durch zwei Vorhänge im Übergang vom Ober- zum Erdgeschoss; nach Aussage von Hector Alvarez, einem Entwickler der Maschine, wurde dieser Schnitt von der Band aufgeworfen, um die Tonspur synchron zur Maschine zu halten. Sowohl Bassist Tim Nordwind als auch Adam Sadowsky, Präsident von Syyn Labs, gaben zu, dass, obwohl die gesamte Maschine dreimal fehlerfrei durchlief und ein Schnitt eigentlich nicht erforderlich gewesen wäre, er dennoch vorgenommen wurde, um im finalen Video ein besseres Resultat im Untergeschoss zu bekommen. Ein zweiter Schnitt ist am Klavier im Obergeschoss erkennbar, das abstürzt und vornüber an Seilen hängt, während die Kamera an einigen Metallstützen vorbeifährt; das Klavier verändert innerhalb eines Frames seine Position.

## Reaktionen
Das Musikvideo mit der Rube-Goldberg-Maschine prämierte am 2. März 2010 auf YouTube. Innerhalb eines Tages wurde es 900.000 Mal angeschaut. Das Video erreichte innerhalb von sechs Tagen 6 Millionen Abrufe, vergleichbar mit der Popularität des Musikvideos zu Here It Goes Again, und wurde vom US-amerikanischen Nachrichtensender CNN mit dem Adjektiv „umgehend viral“ (englisch "instantly viral") bezeichnet. Das Video erreichte im ersten Monat nach seinem Erscheinen 10 Millionen Abrufe.
Aufgrund des Erfolgs der beiden Videos versteigerte die Band deren Requisiten, darunter auch die vier Uniformen aus dem Marching Band-Video und die Tischtennisbälle aus dem zweiten Video. Das Rube-Goldberg-Video wurde bei der Wahl zur YouTube Play: A Biennial of Creative Video, bei der auch das Guggenheim-Museum involviert war, in eine Auswahlliste von 125 aus 23.000 Videos aufgenommen, kam allerdings nicht unter die 25 Gewinnervideos.
Der große Erfolg des Musikvideos im Internet hatte keine signifikanten Einfluss auf die Verkäufe des dazugehörigen Albums Of the Blue Colour of the Sky, von dem lediglich 40.000 Kopien nach der Veröffentlichung im Januar abgesetzt werden konnten. Ein Grund mag die „unscheinbare“ Musik des Albums und des Musikvideos sein; der englische Musiker Max Tundra schlug deshalb vor, die Band möge doch besser ein „innovatives, spannendes Stück Musik aufnehmen – und dann ein behäbiges, unscheinbares Video dazu machen“ (englisch „record an innovative, exciting piece of music – and make a plodding, nondescript video to go with it“).
Die Verkaufszahlen für Konzerttickets von OK Go stiegen jedoch schlagartig nach der Veröffentlichung des Musikvideos, genauso wie die Downloadzahlen auf kommerziellen Multimediaportalen wie iTunes. Nach Aussage von Nordwind war die Band nicht besorgt wegen der mäßigen Albumverkäufe, da ihre Karriere eher auf „ungewöhnlichen Wegen“ basiere. Kulash erklärte, dass die Band durch den anhaltenden viralen Erfolg ihrer Musikvideos (wie das von This Too Shall Pass) mehr Tourneemöglichkeiten und Publikum erhalten habe, als dies mit konventionellen Musikvideos unter der Kontrolle eines Major-Labels möglich gewesen wäre.
Dies führte OK Go nach Nordwind dazu, „die Produktion von Videos genauso wie die von Schallplatten anzusehen – es ist ein Teil der Kunst, die [sie] machen“ (englisch "look at making videos like [they] look at making records – it's part of the art of what [they] do"). Als Anerkennung des Erfolgs von This Too Shall Pass und vorheriger Videos gewann OK Go den 14. Annual Webby Special Achievement Award for Film and Video Artist of the Year. Bei den dritten alljährlichen UK Music Video Awards gewann das Video die beiden Kategorien „Video of the Year“ und „Best Rock Video“.
Im Mai 2010, nachdem die Band sich von EMI getrennt hatte, stieg die Single auf Platz 39 der Billboard Alternative Songs Chart, dem ersten Erscheinen in den Charts nach der Single Here It Goes Again im Jahr 2006. Das Lied erreichte letztendlich Platz 36.
Syyn Labs war erst kurz vor der Zusammenarbeit mit OK Go gegründet worden; aufgrund des viralen Erfolgs von This Too Shall Pass konnte die junge Unternehmung etliche weitere vergleichbare Projekte durch die innovative Kombination von Technologie umsetzen. Als OK Go am 29. April 2010 in der US-amerikanischen Comedyshow The Colbert Report auftraten und This Too Shall Pass spielten, eröffnete der Moderator Stephen Colbert die Show mit einer Rube-Goldberg-Maschine. Diese war von Brett Doar, einem der Chefentwickler von Syyn Labs, aus verschiedenen Requisiten der Show erschaffen worden. Nach der Zusammenarbeit mit OK Go produzierten Syyn Labs unter anderem Werbefilme für Disney, Sears und Ford. Anfang 2012 beauftragte der Getränkehersteller Red Bull das Syyn Lab mit dem Bau einer überdimensionierten Kettenreaktion, bei der die bei Red Bull unter Vertrag stehenden Athleten involviert sein sollten.
Im Februar 2011 bewertete der Musikvideo-Blog Yes, We've Got a Video! sowohl das Marching-Band- als auch das Rube-Goldberg-Video auf Platz 3 in ihrer Liste der 30 besten Videos des Jahres 2010. Das letztere wurde besonders gelobt für dessen „Klugheit und den Umstand, das man bei jeder Ansicht immer wieder etwas neues entdecken kann“ (englisch “the cleverness of it and the fact that you could always pick up something new upon each and every view”). Das Lied wurde auch als Titelmelodie für die US-amerikanische Neuverfilmung der britischen Sitcom The Inbetweeners genutzt.

## Differenzen mit EMI
Das Marching-Band-Video entfachte umgehend nach seiner Veröffentlichung im Internet einige Kontroversen. Aufgrund eines Abkommens zwischen dem Major-Label EMI (über Capitol Records) und YouTube ließ sich das Video weder weltweit abrufen noch in andere Webseiten verknüpfen, was viele Fans und professionelle Musikkritiker frustrierte, die das Video nicht wie üblich in ihre Blogs einbinden konnten. Die Band, angeführt vom Sänger Damian Kulash, erläuterte die Gründe ihres Labels auf dem Band-Blog und einem umfassenden Gastkommentar am 19. Februar 2010 in der überregionalen Tageszeitung The New York Times. Nach Aussage von Kulash verweigerte EMI das „eingebettete“ Abspielen des Videos außerhalb des YouTube-Portals, da für derartige Abrufe keine Lizenzgebühren an EMI abgeführt werden. Er bat nachdrücklich um die Freigabe zum „Einbinden“ des folgenden Musikvideos, das die Internetabrufe durch EMIs restriktive Handhabung um 90 % eingebrochen seien, wodurch die zuschauerabhängigen Tantieme der Band im Netz ebenfalls eingebrochen seien.
Die Band konnte sich die Vertriebsrechte am Rube-Goldberg-Musikvideo von This Too Shall Pass noch vor dessen Veröffentlichung sichern, teilweise durch Unterstützung des US-amerikanischen Finanzdienstleisters State Farm Insurance, die einige strittige Fragen mit EMI klären konnten; im Gegenzug nahm State Farm Einfluss auf den kreativen Prozess, und deren Logo erschien im Video, darunter auf der Tür des Spielautos, das die Maschine zu Beginn auslöst.
Das Musikvideo wurde eine Woche später als geplant fertiggestellt; nach Angabe einiger Quellen im Umfeld der Band hielt Capitol Records das Zeitfenster für Promotion-Aktivitäten der Single im Radio infolge der Verspätung für bis mindestens Juni 2010 geschlossen. OK Go entschied daraufhin, sich wegen der Probleme beim Internetvertrieb des Musikvideos und der Vermarktung im Radio einvernehmlich von EMI zu trennen und ein eigenes Label mit dem Namen Paracadute Recordings zu gründen.